# Lamontichthys
Lamontichthys – rodzaj słodkowodnych ryb sumokształtnych z rodziny zbrojnikowatych (Loricariidae). Spotykane w hodowlach akwariowych.

## Zasięg występowania
Północna część Ameryki Południowej: Brazylia, Boliwia, Kolumbia, Ekwador i Peru.

## Klasyfikacja
Gatunki zaliczane do tego rodzaju:
- Lamontichthys avacanoeiro
- Lamontichthys filamentosus
- Lamontichthys llanero
- Lamontichthys maracaibero
- Lamontichthys parakana
- Lamontichthys stibaros

Gatunkiem typowym jest Harttia filamentosa (L. filamentosus).